# Coop Butiker & Stormarknader
Coop Butiker & Stormarknader hette tidigare Coop Sverige. För det senare företaget med detta namn se Coop Sverige.
Coop Butiker & Stormarknader AB (förkortat CBS, tidigare Coop Sverige, numera Coop Östra) var ett bolag som drev dagligvaruhandel i butikskedjorna Coop och Stora Coop i delar av Sverige.
Historiskt var bolaget ett dotterbolag till Kooperativa Förbundet och drev Coop-butikerna i stora delar av Sverige, inklusive de tre storstadsområdena. Det var ett resultat av centralisering av butiksdriften under 1990-talet när många av de större konsumentföreningarna överlät sina butiker till KF centralt. Genom omorganisationer 2015 och 2022 återfördes butiksdriften till lokala konsumentföreningar.
Coop Butiker & Stormarknader driver sedan januari 2022 Coops butiker i det område som Konsumentföreningen Stockholm (KfS) har som medlemsområde Stockholms län - Uppsala, Södermanland och Östergötland. Av Coops 745 butiker (juni 2023) tillhör 200 CBS. Den 27 maj 2024 meddelade KfS att man skulle slå ihop föreningen med CBS och bilda Coop Östra. Namnändringen skedde omgående, det nya bolaget planerades vara på plats den 1 januari 2025.

## Historik

### Bakgrund
CBS har sitt ursprung i Kooperativa Detaljhandelsgruppen (KDAB) som bildades år 1992. Bolaget tog över flera konsumentföreningars butiksrörelser, inklusive några av de största. Inledningsvis drevs de övertagna verksamheterna i regionala bolag med minoritetsägande från konsumentföreningarna, men under 1995 koncentrerades ägandet och verksamheten till ett bolag. Bolaget drev de kooperativa butiker som fanns i konsumentföreningarna Stockholm, Norrort, Väst, Solidar och Sveas områden.

### Coop Norden
År 2002 bildades Coop Norden och KDAB blev Coop Sverige, Coop Nordens svenska dotterbolag. När Coop Norden avvecklades år 2008 återfördes ägandet till KF.
Den 1 juni 2009 upphörde dåvarande Coop Sverige och verksamheten organiserades som affärsområdet Coop Dagligvaruhandel inom KF, med Coop Butiker och Stormarknader AB som det bolag som ansvarade för butikerna.

### Omorganisation 2015
År 2013 enades KF och de största konsumentföreningarna om en ny strategi för konsumentföreningarna. Den innebar en ökad regionalisering av verksamheten och att Coop Sverige bildades som samordnande bolag. I december 2014 fördes 75 av butikerna över till två nystartade bolag, Coop Mitt AB och Coop Göteborg-Skaraborg AB. De överläts den 1 januari 2015 till Konsum Gävleborg och Konsum Bohuslän-Älvsborg som senare under året bytte namn till Coop Mitt och Coop Väst. Efter avyttrandet hade CBS kvar 253 butiker.
Förändringarna innebar också att konsumentföreningarna Coop Medlem Syd (tidigare Solidar), Coop Medlem Väst (tidigare Konsumentföreningen Väst) och Konsumentföreningen Svea upphörde. I de områden där CBS inte avyttrat sina butiker till en lokal konsumentförening direktanslöts medlemmarna till KF, undantaget Konsumentföreningen Stockholm som fortsatte verka. De områden där CBS fortsatte driva butiker fanns i huvudsak i Stockholmsområdet, runt Mälardalen, huvuddelen av Östergötlands län, huvuddelen av Skåne och huvuddelen av Halland.
2017
Coop Butiker & Stormarknader driver dagligvaruhandel i de regioner där medlemmar är direktansluta till Kooperativa Förbundet, samt för Konsumentföreningen Stockholm som inte själv bedriver någon handel. CBS driver således Coops butiker i Stockholms län, södra halvan av Uppsala län, södra Västmanlands län, Örebro län, Södermanlands län, huvuddelen av Östergötlands län, huvuddelen av Hallands län samt huvuddelen av Skåne län. Övriga Coop-butiker drivs av konsumentföreningar.

### Köp av Netto 2019

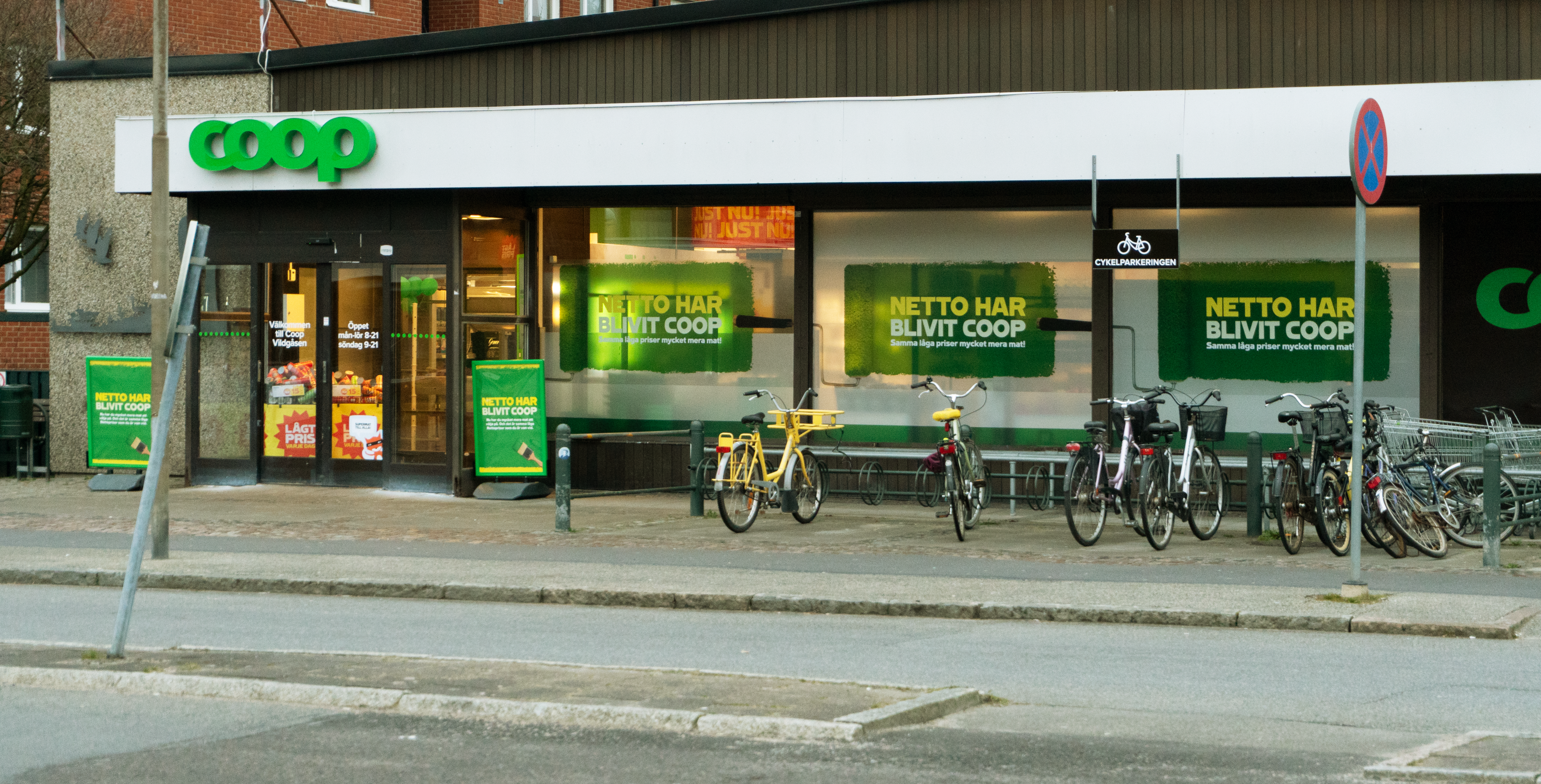
Tidigare Nettobutik som konverterats till Coop, mars 2020.

Under 2019 köpte Coop lågpriskedjan Nettos butiker i Sverige för 2 378 876 000 kr. Det rörde sig om 163 butiker, framför allt i södra Sverige. Under år 2019 och 2020 konverterades de flesta Netto-butikerna till Coop.
De tidigare Nettobutiker som låg utanför CBS område fördes i regel antingen över till den lokala föreningen eller lades i bolag som hälftenägdes av CBS och den lokala föreningen. De övertagande föreningarna var:
- Coop Väst, 55 butiker.
- Coop Kristianstad Blekinge, 13 butiker som skulle samägas med CBS.
- Coop Oskarshamn med omnejd, 4 butiker som skulle samägas med CBS.
- Coop Värmland, 4 butiker.[14][15]
- Coop Varberg, en butik.[16][17]
- Coop Tabergsdalen, en butik.[18]
- Coop Finspång, en butik.[19]

Affären med Coop Oskarshamn drog ut på tiden och i slutändan tog föreningen bara över tre butiker, medan den fjärde lades ner.

### Omorganisation 2021
Den 25 augusti 2021 presenterades en större omorganisation som innebar att Coop Butiker & Stormarknader (CBS) skulle tas över av Konsumentföreningen Stockholm (KfS), som därmed åter blir en butiksdrivande konsumentförening. De butiker som KfS inte hade för avsikt att driva skulle föras över till Coop Mitt och Coop Kristianstad Blekinge (CKB). KfS kommer driva CBS butiker i Stockholm, Uppsala, Södermanland och Östergötland medan butiker i Skåne flyttas till CKB och butiker i Västmanland och Örebro flyttas till Coop Mitt. I samband med detta flyttas även medlemmarna till de lokala föreningarna och systemet med medlemmar som är direktanslutna till KF avskaffas. För Halland föreslogs en något annorlunda lösning där butikerna lades i bolaget Coop Halland som direktägdes av KF, medan medlemmarna anslöts till Coop Varberg.
I oktober annonserades det att föreningen Coop Oskarshamn med omnejd skulle ta över CBS butiker i Oskarshamn, Mönsterås och Hultsfred.